# IPhone XS
iPhone XS (Max) –  smartfon z linii iPhone, opracowany, produkowany i sprzedawany przez amerykańską firmę Apple; następca telefonu iPhone X, sugerowany jako model wysoko-półkowy. Był dostępny w 3 kolorach – złotym, białym oraz szarym.
Zaprezentowany został 12 września 2018, podczas konferencji Apple September Event 2018 w Cupertino. iPhone XS jest dostępny w sprzedaży od 21 września 2018, w Polsce 28 września 2018.
Design iPhone'a XS jest mocno podobny do tego w iPhonie X. Z racji na przeznaczenia do rywalizacji z telefonami wysoko-półkowymi, ma podwójny aparat 2×12 MPx ze specjalnym trybem oświetlenia portretowego, imitującego oświetlenie studyjne. Smartfon posiada ulepszony sześciordzeniowy procesor Apple A12 Bionic. Jest on także jest zabezpieczany za pomocą odblokowywania skanowaniem twarzy nazwanym Face ID. Wyświetlacz iPhone Xs Super Retina HD to ekran sięgający od krawędzi do krawędzi, co wyróżnia ten model, przez co rzeczywista przekątna wynosi 6,46 cala.
iPhone XS ma funkcje ładowania bezprzewodowego oraz szybkiego ładowania. Oprócz tego ma system AI „Neural Engine” drugiej generacji. iPhone XS, jako pierwszy model tego producenta przy nagrywaniu wideo nagrywa dźwięk stereo, a nie mono.
Wraz z debiutem iPhone'ów serii 11, 10 września 2019 roku iPhone XS i XS Max zniknęły ze sklepu internetowego Apple.

## Specyfikacja techniczna

### iPhone XS
Źródło:.
Kolor: złoty, srebrny, szary (gwiezdna szarość, ang. Space Gray)
System operacyjny: iOS 12 (aktualizacja do 18)

## Kontrowersje
- Użytkownicy narzekali na wysoką cenę modelu XS Max z 512 GB pamięci wynoszącą ok. 7 tys. zł[10].
- Przedni aparat wykonuje wygładzone zdjęcia twarzy, dzięki wbudowanemu algorytmowi. Funkcji tej nie można wyłączyć w żaden sposób[11]. Naprawione w aktualizacji iOS 12.1[12].
- Bateria w modelu iPhone XS jest mniejsza niż w iPhone XR, który jest modelem w niższej cenie.
- Choć iPhone XS wspiera szybkie ładowanie, do zestawu nie jest dołączona ładowarka z tym standardem[13].